# Wang Liang
Wang Liang (chiń. 王亮; ur. 29 maja 1985 w Liaoning) – chińska wioślarka.

## Osiągnięcia
- Mistrzostwa Świata – Poznań 2009 – dwójka bez sternika – 11. miejsce[1].